# Gruvstugan
Gruvstugan is een plaats in de gemeente Norrköping in het landschap Östergötland en de provincie Östergötlands län in Zweden. De plaats heeft 52 inwoners (2005) en een oppervlakte van 14 hectare. Gruvstugan wordt grotendeels omringd door bos en ligt slechts twee kilometer ten noorden van het Bråviken, een baai van de Oostzee. De stad Norrköping ligt ongeveer op ongeveer dertig kilometer (auto)rijden van het dorp.